# Hermann Bujard
Hermann Bujard (* 16. April 1934 in Heidelberg; † 31. Juli 2020) war ein deutscher Molekularbiologe an der Universität Heidelberg und dort 1982 einer der Gründer des Zentrums für Molekulare Biologie Heidelberg (ZMBH).

## Leben und Wirken
Hermann Bujard wuchs in Freiburg im Breisgau auf, studierte an den Universitäten Freiburg und Göttingen Chemie und forschte ab 1964 fünf Jahre lang in den USA. 1969 kehrte er nach Deutschland zurück und war von 1970 bis 1982 Professor am Institut für Molekulare Genetik der Universität Heidelberg. Von 1982 bis 1985 war er Leiter der biologischen Forschung beim Schweizer Pharmakonzern Hoffmann-La Roche mit der Aufgabe den Bereich Gentechnik aufzubauen.
Drei Jahre später bekam Bujard den Ruf an die Universität Heidelberg als Leiter des 1983 gegründeten Zentrums für Molekulare Biologie Heidelberg (ZMBH).
Gemeinsam mit seinem Kollegen, Prof. Dr. Heinz Schaller, baute er ein Institut auf, das heute als Vorbild in der deutschen Hochschullandschaft gilt. Pate stand dabei die Department-Struktur, die Bujard in den USA kennen und schätzen gelernt hatte: Anstelle der üblichen Lehrstuhl-Strukturen besteht das ZMBH aus kleinen, unabhängigen Forschergruppen, die eine gemeinsame Infrastruktur gleichberechtigt nutzen.
Zusammen mit früheren Kollegen gründete Hermann Bujard 2004 die Tet Systems Holding GmbH & Co. KG in Heidelberg, basierend auf dem von ihm entwickelten Tet-System zur Genexpressionskontrolle. Im Juli 2007 wurde Hermann Bujard zum Executive Director der Europäischen Organisation für Molekularbiologie European Molecular Biology Organization (EMBO) ernannt. Diese Position behielt er bis 2009 inne und war danach Seniorprofessor an der Universität Heidelberg.

## Grundlegende Entwicklungen
Vor allem zwei Themen standen im Vordergrund der Forschungsarbeiten von Hermann Bujard: Mechanismen, welche die Aktivität von Genen in Bakterien kontrollieren – ein spätes Produkt dieser Arbeiten waren die Genschalter – sowie die Erforschung eines Proteins des Malariaerregers Plasmodium falciparum, das inzwischen als ein aussichtsreicher Kandidat für einen Malaria-Impfstoff gilt.

### Tet-System
Dabei handelt es sich um ein molekularbiologisches Standardwerkzeug für das gezielte An- und Abschalten von Genen. Mit diesen Tetracyclin-kontrollierten Genschaltern lässt sich das Ablesen der Information in einem Gen reversibel und quantitativ regulieren. Bahnbrechend sind die Schalter aufgrund ihrer vielfältigen Einsatzmöglichkeiten in höheren Organismen wie in Hefen, Pflanzen und Säugetieren.
Auch im humanen Bereich ist das Tet-System von Nutzen, beispielsweise zur gezielten Entwicklung von Arzneimitteln für die Behandlung von Krebs und Herzinfarkt (Angiogenese-Mausmodell) und zur Geburtenkontrolle von Moskitos, die bekanntlich Krankheiten wie Malaria und Denguefieber übertragen können (RIDL®-Moskitos).
Das Tet-System wurde durch die Firma TET Systems, die Bujard gründete, erfolgreich vermarktet.

### Malariaforschung
Hermann Bujard erforschte die Entwicklung und Erprobung eines neuen Impfstoffkandidaten gegen Malaria tropica, der schwersten Form der Malaria, gegen die es bisher keinen dauerhaften Impfschutz gibt. Das Zielmolekül des Impfstoffkandidaten ist das Hauptoberflächenprotein von Merozoiten (MSP-1, Merozoite Surface Protein-1) der invasiven Form der Blutstadien der Malariaerreger. Der Impfstoffkandidat soll eine langfristige Immunantwort auslösen und so einen dauerhaften Malariaimpfschutz bilden.
Um MSP-1 weiter zu einem Impfstoff zu entwickeln, gründete Bujard 2014 die Firma Sumaya Biotech.

## Auszeichnungen
- Karl-Heinz-Beckurts-Preis, 1995
- Yvette-Mayent-Preis
- Verdienstmedaille des Landes Baden-Württemberg, 2005
- Robert-Koch-Medaille, 2014